# Coppa CEV 1993-1994 (maschile)
La Coppa CEV di pallavolo maschile 1993-1994 è stata la 14ª edizione del terzo torneo pallavolistico europeo per squadre di club; iniziata con il primo turno il 9 ottobre 1993, si è conclusa con la final-four il 6 marzo 1994. La vittoria finale è andata per la prima volta alla Petrarca Pallavolo.

## Squadre partecipanti
- Bayer Wuppertal
- Friedrichshafen
- Petrarca
- Samotlor

## Torneo
Le semifinali si sono giocate il 5 marzo mentre le finali per il terzo e il primo posto il 6 marzo.

### Tabellone
|  | Semifinali      | Semifinali      | Semifinali |          |          | Finale 1º/2º posto | Finale 1º/2º posto | Finale 1º/2º posto |  |
|  |                 |                 |            |          |          |                    |                    |                    |  |
|  | Petrarca        | Petrarca        | 3          |          |          |                    |                    |                    |  |
|  | Petrarca        | Petrarca        | 3          |          |          |                    |                    |                    |  |
|  | Friedrichshafen | Friedrichshafen | 0          |          |          |                    |                    |                    |  |
|  | Friedrichshafen | Friedrichshafen | 0          |          | Samotlor | Samotlor           | 0                  |                    |  |
|  |                 |                 |            |          | Samotlor | Samotlor           | 0                  |                    |  |
|  |                 |                 | Petrarca   | Petrarca | 3        |                    |                    |                    |  |
|  | Bayer Wuppertal | Bayer Wuppertal | Petrarca   | Petrarca | 3        | 1                  |                    |                    |  |
|  | Bayer Wuppertal | Bayer Wuppertal |            |          |          | 1                  |                    |                    |  |
|  | Samotlor        | Samotlor        | 3          |          |          | Finale 3º/4º posto | Finale 3º/4º posto | Finale 3º/4º posto |  |
|  | Samotlor        | Samotlor        | 3          |          |          |                    |                    |                    |  |
|  |                 |                 |            |          |          |                    |                    |                    |  |
|  |                 |                 |            |          |          | Bayer Wuppertal    | Bayer Wuppertal    | 1                  |  |
|  |                 |                 |            |          |          | Bayer Wuppertal    | Bayer Wuppertal    | 1                  |  |
|  |                 |                 |            |          |          | Friedrichshafen    | Friedrichshafen    | 3                  |  |